# Cambra de Representants de Bèlgica

Logotip de la Cambra de Representants

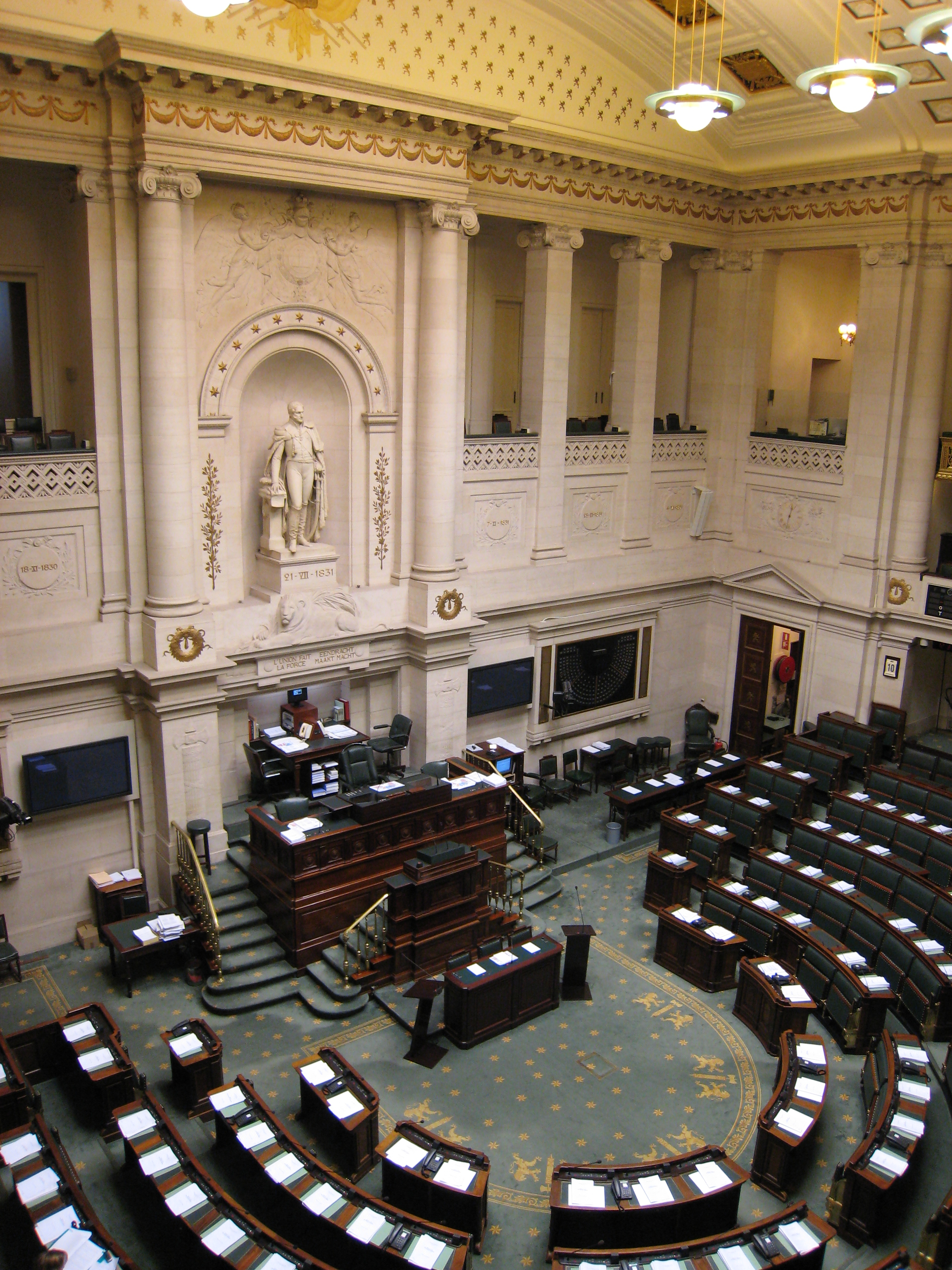
Interior de la Cambra de Representants

La Cambra de Representants de Bèlgica o abreujat La Cambra, és una de les dues cambres del Parlament Federal Belga. L'altra és el Senat. Les denominacions oficials són en francès Chambre des Représentants de Belgique, neerlandès Belgische Kamer van Volksvertegenwoordigers i en alemany Belgische Abgeordnetenkammer.

## Composició
Tal com estableix l'article 62 de la Constitució de Bèlgica, l'hemicicle consta de 150 diputats repartits en dos grups lingüístics, un grup (62 escons) de parla francesa i un grup (88 escons) de parla neerlandesa. No hi ha escons de la regió de llengua alemanya a la Cambra, raó per la qual no hi ha cap grup d'aquesta llengua. Tot i això, a les eleccions legislatives belgues de 2007 fou escollida per primer cop una diputada de parla alemanya, Kattrin Jadin. Els escons s'assignen mitjançant el mètode D'Hondt, amb un llindar electoral del 5% per circumscripció.
Els diputats s'adscriuen a un o altre grup en funció de la circumscripció electoral per la qual són elegits. Hi ha onze circumscripcions electorals, de les quals deu són monolingües (cinc de Flandes i cinc de Valònia) i una bilingüe (Brussel·les-Halle-Vilvoorde). Pel que fa als electes del districte de Brussel·les-Halle-Vilvoorde, la llengua en la que presten jurament determina el grup lingüístic al que s'adscriuen. La fórmula és "Jo juro observar la Constitució". (neerlandès: Ik zweer de Grondwet na te leven, francès: Je jure d'observer la Constitution, alemany: Ich schwöre, die Verfassung zu befolgen)
La constitució belga estableix que les comunitats lingüístiques tinguin els mateixos poders al Parlament. Les lleis ordinàries poden ser aprovades amb majoria senzilla. Per uns temes particulars, sobretot el que concerneix l'ús de les llengües, els canvis de les fronteres entre les regions de Bèlgica, el canvi de competències de les regions o de règim lingüístic. Segons l'article 4 de la constitució en tal cas és menester una majoria de vots en cada grup lingüístic de cada Cambra, sempre que hi siguin presents la majoria dels membres de cada grup lingüístic i sempre que el total dels vots favorables en ambdós grups lingüístics arribi a dos terços dels vots emesos.

## Repartiment dels escons per districtes i províncies
| Grup lingüístic neerlandès  | Grup lingüístic neerlandès | Grup lingüístic francès     | Grup lingüístic francès |
| Districte electoral         | Escons                     | Districte electoral         | Escons                  |
| --------------------------- | -------------------------- | --------------------------- | ----------------------- |
| Brussel·les-Halle-Vilvoorde | 9                          | Brussel·les-Halle-Vilvoorde | 13                      |
| Antwerp                     | 24                         | Hainaut                     | 19                      |
| Flandes Oriental            | 20                         | Liège                       | 15                      |
| Leuven                      | 7                          | Luxemburg                   | 4                       |
| Limburg                     | 12                         | Namur                       | 6                       |
| Flandes Occidental          | 16                         | Brabant Való                | 5                       |
| Total                       | 88                         | Total                       | 62                      |

## Càrrecs
La Cambra de Representants elegeix un President al començament de cada legislatura, que comença el segon dimarts d'octubre de cada any. El president és assistit per un màxim de cinc vicepresidents, que també són elegits al començament de cada legislatura. Per norma general, el president és membre d'una dels partits que formen la coalició de govern, i només tres vegades en la història de la Cambra ha tingut un President membre de l'oposició. El vicepresident primer sol ser un membre del grup lingüístic diferent del grup del president.
El President presideix l'assemblea plenària de la Cambra de Representants, guia i controla els debats a l'assemblea, i és responsable de garantir el funcionament democràtic de la Cambra, del manteniment de l'ordre i de la seguretat, i de fer complir el Reglament de la Cambra de Representants. Amb aquesta finalitat, se li donen poders considerables. També representa a la Cambra a nivell nacional (a les altres institucions) i el nivell internacional. El President també considera l'admissibilitat dels projectes i propostes de llei.
El President de la Cambra de Representants, juntament amb el President del Senat belga, se situa immediatament darrere del rei en l'ordre de precedència. El de més edat dels dos pren el segon lloc en l'ordre de precedència. Els Presidents de la Cambra de Representants i del Senat tenen rangle per sobre del Primer Ministre.
La Mesa de la Cambra de Representants està integrada pel president, els vicepresidents, secretaris i caps de les fraccions amb un mínim de 5 membres. Les fraccions que tinguin almenys 12 membres i no tenen cap President, vicepresident o secretari assegut a la Mesa podrà designar un membre addicional. La Mesa és elegida per la durada d'una sessió parlamentària, però en la pràctica la composició de la Mesa serà la mateixa per a tota la legislatura, que és de 4 anys, llevat que el Parlament Federal es dissolgui anticipadament. La Mesa és responsable de la gestió de la Cambra de Representants. A més, la Mesa també nomena i destitueix el personal de la Cambra de Representants. La Mesa es reuneix normalment un cop cada tres mesos.
També hi ha una Conferència de Presidents, que és un dels òrgans més importants de la Cambra de Representants. Es compon del President i dels vicepresidents de la Cambra, els expresidents de la Cambra que encara siguin membres de la Cambra i els caps i un membre de cada fracció. També assisteix a les reunions de la Conferència un membre del govern federal responsable de les relacions amb la Cambra. La Conferència es reuneix setmanalment per discutir els afers quotidians i el treball de la Cambra.
La Cambra dels Representants té, igual que el Senat, una Junta de qüestors, que es compon de cinc representants elegits per l'assemblea plenària amb un mandat de dos anys. Els qüestors s'encarreguen del manteniment de la Cambra de Representants, i són responsables dels recursos humans i dels ordinadors. El Col·legi de qüestors del Senat i de la Cambra de Representants es reuneixen periòdicament per a resoldre problemes comuns relatius a la biblioteca, edificis, seguretat, càtering, etc.

## Procediment
Igual que el Senat, la Cambra de Representants es reuneix al Palau de la Nació a Brussel·les. L'hemicicle de la Cambra de Representants està decorat en verd, mentre que l'hemicicle del Senat està decorat en vermell. Aquests colors van ser inspirats en els colors utilitzats per la Cambra dels Comuns i la Cambra dels Lords del Parlament del Regne Unit.
La Constitució belga estableix que l'Assemblea Federal es reuneixi per llei el segon dimarts d'octubre de cada any en una sessió parlamentària d'almenys 40 dies. Això vol dir que la sessió parlamentària s'obre automàticament, sense haver estat convocada pel Rei. La Constitució també estableix que el Senat no pot reunir-se quan la Cambra de Representants no estigui en sessió. Encara que la Constitució estableix que el Parlament federal ha de romandre en sessió permanent com a mínim 40 dies, en la pràctica segueix estant en sessió durant tot l'any. D'antuvi, un període ordinari de sessions comprèn des del segon dimarts d'octubre fins al dia abans del segon dimarts d'octubre de l'any següent, però, el Parlament Federal entra en recés de tres vegades l'any, per Nadal, Setmana Santa i per les vacances d'estiu del 20 de juliol fins a finals de setembre. En el cas que el Parlament Federal es dissolgui i les noves eleccions se celebrin abans del final de la legislatura, la nova Cambra es reuneix en sessió extraordinària fins a l'inici de la sessió ordinària següent.
Els comitès de la Cambra de Representants solen reunir-se el dimarts i dimecres. El dimecres, es reuneix la Conferència de Presidents per a definir l'agenda per a la sessió plenària. El matí del dijous es troben les fraccions. La Cambra de Representants es reuneix per a una sessió plenària la tarda de dijous i també es reuneix en sessió plenària un dimecres cada dues setmanes. Cada dijous a la tarda entre les 2:00 pm i les 3:00 pm és el torn de preguntes. Generalment no hi ha activitat parlamentària els divendres.
L'article 53 de la Constitució belga estableix que almenys la majoria dels seus membres ha d'estar present perquè la Cambra pugui prendre decisions. but that a quorum must only be present in order to make decisions. Cal assenyalar que això no s'aplica a tots els afers de la Cambra, com ara debats o preguntes als membres del Govern Federal, però s'estableix aquest quòrum per a la presa de decisions, i si no hi ha prou membres presents, la decisió no és vàlida.
Per tal de prendre una decisió, almenys el 50% més un dels membres presents i votants han de votar en sentit afirmatiu. Si hi ha empat de vots, el President no té vot de qualitat i la proposta és rebutjada. El procediment descrit en l'article 53 de la Constitució s'aplica la majoria de totes les decisions, però, la Constitució estableix dues excepcions: per a modificar la Constitució, una majoria de dos terços dels membres ha d'estar present i almenys dos terços dels vots han de ser afirmatius, i per tal d'adoptar una llei especial cal una majoria qualificada del 50% més un de cada grup lingüístic que ha d'estar present, i almenys el 50% més un dels vots emesos de cada grup lingüístic, així com dos terços dels vots emesos dels dos grups lingüístics, ha de ser afirmatiu.
La Cambra pot votar de tres maneres. En primer lloc, per votació nominal. Antigament, els noms dels membres eren llegits en ordre alfabètic i cada membre havia d'anunciar el seu vot quan eren anomenats, però, des de 1995, la votació nominal es fa per via electrònica. Aquest és el mètode més utilitzat i és obligatori en tres casos: al final dels debats sobre una declaració del govern, la votació de projectes de llei en el seu conjunt i quan així ho demanin almenys 8 membres. En segon lloc, la Cambra podrà votar per fet i dret. Aquest mètode s'utilitza en els casos menys importants que requereixen un tractament ràpid i en els que hi ha una clara majoria. En cas de dubte, el vot es repeteix o es fa per via electrònica. La votació per fet i dret és anònima i s'utilitza per a les votacions sobre les esmenes individuals en els articles d'un projecte de llei. I en tercer lloc, la Sala podrà dur a terme una votació secreta. En principi, els vots són públics i els vots en la legislació no tenen caràcter secret, només les designacions i els nomenaments de la Cambra s'han de dur a terme mitjançant vot secret.